# 島田利正
參數所指定的目標頁面不存在，建議更正成存在頁面或直接建立下列一個頁面（建立前請先搜尋是否有合適的存在頁面可以取代）：
- 島田利正 (棒球員)

島田利正（1576年—1642年10月8日），安土桃山時代至江戶時代前期的武將、旗本。江戶町奉行（第2代目南町奉行）。父親是島田重次。

## 生平
在天正4年（1576年）於三河國矢作城出生，家中五男。與父親同樣仕於德川秀忠，參加在小田原征伐中進攻鉢形城、關原之戰。在德川氏移封關東後，於慶長18年（1613年）至寬永8年（1631年）期間，擔任江戶南町奉行，盡力令市政制度化。在最上騷動時，以幕府使者的身份接收最上氏領地。因為功績，就任從五位下彈正忠。領有武藏國入間郡、比企郡等5千石。在寬永19年9月15日（1642年10月8日）死去。

## 彈正橋
在江戶南町奉行時期，在現今的北八丁堀附近擁有屋敷，在附近的楓川架起的彈正橋的名字由來，是利正的官名（彈正忠）。在明曆大火後，島田家的屋敷移至湯島，而彈正橋的名稱則一直維持。另外，彈正橋在明治初期以國産初的鐵橋再次架起，移築至現在江東區的富岡八幡宮旁，並命名為八幡橋。